# Chandra West
Chandra West (* 31. Dezember 1970 in Edmonton, Alberta) ist eine kanadische Schauspielerin.

## Leben und Leistungen
West studierte Schauspielkunst an der Concordia University. Sie debütierte in einer größeren Rolle in der kanadischen Fernsehkomödie True Confections aus dem Jahr 1991, die ein Jahr später drei Nominierungen für den Genie Award erhielt. Im Horrorfilm Night Terrors (1993) war sie in einer größeren Rolle an der Seite von Robert Englund zu sehen. In den Actionfilmen Universal Soldier 2 – Brüder unter Waffen (1998) und Universal Soldier 3 – Blutiges Geschäft (1998) verkörperte sie die Freundin des Protagonisten Luc Devreux (Matt Battaglia).
Im SF-Thriller Life in a Day (1999) übernahm West die Rolle einer aufgrund eines wissenschaftlichen Experiments schnell alternden Frau; eine weitere Rolle spielte in diesem Film Linda Kash. In der Komödie Something More (1999) spielte sie eine der Hauptrollen; in einer der Nebenrollen ist Jennifer Beals zu sehen. Für diese Rolle wurde West im Jahr 2001 für den Video Premiere Award nominiert. Eine weitere Hauptrolle folgte im Horrorfilm White Noise – Schreie aus dem Jenseits (2005). Im Filmdrama Badland verkörperte sie eine Restaurantbesitzerin, die eine Beziehung mit einem Kriegsveteranen (Jamie Draven) eingeht, der sich nach der Ermordung dessen Frau (Vinessa Shaw) versteckt.
West wurde im Jahr 2002 auf der Liste Hot 100 der Zeitschrift Maxim aufgelistet. Sie ist seit dem Jahr 2005 mit dem Filmproduzenten und Regisseur Mark Tinker verheiratet. Die Schauspielerin lebt in Los Angeles.

## Filmografie (Auswahl)
- 1991: True Confections (Fernsehfilm)
- 1993: Night Terrors
- 1993: Puppet Master 4
- 1994: Puppet Master 5: The Final Chapter
- 1995: Ihr Leben in seinen Händen (Falling for You)
- 1995: Running Out – Countdown des Todes (No Contest)
- 1996: Schmerzen der Schönheit (A Face to Die For)
- 1997: Mutti, hol’ mich aus dem Bordell (Moment of Truth: Into the Arms of Danger)
- 1998: The Waiting Game
- 1998: Universal Soldier 2 – Brüder unter Waffen (Universal Soldier II: Brothers in Arms)
- 1998: Universal Soldier 3 – Blutiges Geschäft (Universal Soldier III: Unfinished Business)
- 1999: Life in a Day
- 1999: Something More
- 2000: The Perfect Son
- 2000: CSI: Den Tätern auf der Spur (CSI: Crime Scene Investigation, Fernsehserie, 2 Folgen)
- 2001: The Waiting Game
- 2001: Jack & Jill (Fernsehserie, 4 Folgen)
- 2002: The Salton Sea
- 2002: Meine ersten zwanzig Millionen (The First $20 Million Is Always the Hardest)
- 2003: Mister Sterling (Fernsehserie, 7 Folgen)
- 2003: Water’s Edge
- 2003–2004: New York Cops – NYPD Blue (NYPD Blue, Fernsehserie, 13 Folgen)
- 2004: Category 6 – Der Tag des Tornado (Category 6: Day of Destruction)
- 2005: Mein verschärftes Wochenende (The Long Weekend)
- 2005: White Noise – Schreie aus dem Jenseits (White Noise)
- 2006: The Tooth Fairy
- 2007: Chuck und Larry – Wie Feuer und Flamme (I Now Pronounce You Chuck & Larry)
- 2007: John from Cincinnati (Fernsehserie, 7 Folgen)
- 2007: Badland
- 2008: Imaginary Bitches (Fernsehserie, Folge 1x13)
- 2008: For the Love of Grace (Fernsehfilm)
- 2008: Of Murder and Memory (Fernsehfilm)
- 2008–2009: 90210 (Fernsehserie, 3 Folgen)
- 2009: Flashpoint – Das Spezialkommando (Flashpoint, Fernsehserie, Folge 1x04)
- 2009: Eleventh Hour – Einsatz in letzter Sekunde (Eleventh Hour, Fernsehserie, Folge 1x12)
- 2009: My Neighbor’s Secret (Fernsehfilm)
- 2009: Monk (Fernsehserie, Folge 8x10)
- 2010: Cold Case – Kein Opfer ist je vergessen (Cold Case, Fernsehserie, Folge 7x12)
- 2010: The Gates (Fernsehserie, 13 Folgen)
- 2010: Castle (Fernsehserie, Folge 2x15)
- 2011: Burn Notice: The Fall of Sam Axe (Fernsehfilm)
- 2012: Private Practice (Fernsehserie, Folge 4x19)
- 2012: Hidden Moon
- 2013: Played (Fernsehserie, 13 Folgen)
- 2014: A Christmas Tail (Fernsehfilm)
- 2014: Stalker (Fernsehserie, Folge 1x11)
- 2015: Rosewood (Fernsehserie, Folge 1x02)
- 2017: Chicago P.D. (Fernsehserie, Folge 4x23)
- 2017: Ring of Deception (Fernsehfilm)
- 2019: Z
- 2019: Spiral – Das Ritual
- 2020: Love, Weddings & Other Disasters